# 윤지훈
윤지훈은 대한민국의 텔레비전 드라마 연출감독이다.

## 드라마
- 2011년 ~ 2012년 MBC 월화 특별기획 드라마 《빛과 그림자》 ... 조연출
- 2013년 MBC 주말 연속극 《금 나와라, 뚝딱!》 ... 공동연출 / 15회~
- 2014년 tvN 월화 미니시리즈 《마녀의 연애》 ... 공동연출
- 2014년 MBC 월화 특별기획 드라마 《야경꾼 일지》 ... 공동연출
- 2015년 MBC 월화 특별기획 드라마 《빛나거나 미치거나》 ... 공동연출
- 2017년 MBC 주말 특별기획 드라마 《도둑놈, 도둑님》 ... 공동연출
- 2021년 WATCHA 웹 드라마 《옆집 마녀 제이》 ... 연출
- 2024년 MBN 금토 미니시리즈 《나쁜 기억 지우개》 ... 공동연출